# Ginnastica ai Giochi della XXVII Olimpiade
Nel programma della Ginnastica ai Giochi della XXVII Olimpiade erano comprese gare di Ginnastica Artistica, Ritmica e Trampolino; le gare di ginnastica artistica e trampolino si sono svolte rispettivamente dal 16 al 25 settembre e dal 22 al 23 settembre al Sydney Superdome, mentre le gare di ginnastica ritmica si sono svolte dal 28 settembre al 1º ottobre al padiglione 3 del Sydney Olympic Park.

## Qualificazioni
Le gare di qualificazione sono servite per stabilire i finalisti dei concorsi e di tutte le prove individuali.

## Podi

### Uomini
| Evento                           | Oro                                                                    | Perform. | Argento | Perform. | Bronzo                                                                                                  | Perform. |
| Ginnastica artistica             |                                                                        |          | |          | |          |
| Concorso individuale (dettagli)  | Aleksej Nemov                                                          | 58.474   | Yang Wei | 58.361   | Oleksandr Bereš                                                                                         | 58.212   |
| Concorso a squadre (dettagli)    | Cina Yang Wei Zheng Lihui Li Xiaopeng Xing Aowei Huang Xu Xiao Junteng | 231.919  | Ucraina Oleksandr Bereš Oleksandr Svitlyčnyj Roman Zozulja Valerij Hončarov Valerij Pereškura Ruslan Myezyentsev | 230.306  | Russia Aleksej Nemov Maksim Alešin Aleksej Bondarenko Nikolaj Krjukov Evgenij Podgorn'ij Dmitrij Drevin | 230.019  |
| Corpo libero (dettagli)          | Igors Vihrovs                                                          | 9.812    | Aleksej Nemov | 9.800    | Jordan Jovčev                                                                                           | 9.787    |
| Cavallo con maniglie (dettagli)  | Marius Daniel Urzică                                                   | 9.862    | Eric Poujade | 9.825    | Aleksej Nemov                                                                                           | 9.800    |
| Anelli (dettagli)                | Szilveszter Csollány                                                   | 9.850    | Dimosthenis Tampakos                                                                                             | 9.862    | Jordan Jovčev                                                                                           | 9.737    |
| Volteggio (dettagli)             | Gervasio Deferr                                                        | 9.712    | Aleksej Bondarenko                                                                                               | 9.587    | Leszek Blanik                                                                                           | 9.475    |
| Parallele simmetriche (dettagli) | Li Xiaopeng                                                            | 9.825    | Lee Joo-Hyung | 9.812    | Aleksej Nemov                                                                                           | 9.800    |
| Sbarra (dettagli)                | Aleksej Nemov                                                          | 9.787    | Benjamin Varonian                                                                                                | 9.787    | Lee Joo-Hyung                                                                                           | 9.775    |
| Trampolino elastico              |                                                                        |          | |          | |          |
| Individuale (dettagli)           | Aleksandr Moskalenko                                                   | 41.70    | Ji Wallace | 39.30    | Mathieu Turgeon                                                                                         | 39.10    |

### Donne
| Evento                            | Oro                                                                                                | Perform. | Argento | Perform. | Bronzo | Perform. |
| Ginnastica artistica              | |          | |          | |          |
| Concorso individuale (dettagli)   | Simona Amânar                                                                                      | 38.642   | Maria Olaru | 38.581   | Liu Xuan | 38.418   |
| Concorso a squadre (dettagli)     | Romania Andreea Răducan Maria Olaru Simona Amânar Loredana Boboc Andreea Isarescu Claudia Presăcan | 154.608  | Russia Elena Produnova Svetlana Chorkina Ekaterina Lobaznjuk Elena Zamolodčikova Anastasija Kolesnikova Anna Čepeleva | 154.403  | Stati Uniti Amy Chow Jamie Dantzscher Dominique Dawes Kristen Maloney Elise Ray Tasha Schwikert                   | 152.933  |
| Corpo libero (dettagli)           | Elena Zamolodčikova                                                                                | 9.850    | Svetlana Chorkina | 9.812    | Simona Amânar | 9.712    |
| Volteggio (dettagli)              | Elena Zamolodčikova                                                                                | 9.731    | Andreea Răducan | 9.693    | Ekaterina Lobaznjuk                                                                                               | 9.674    |
| Parallele asimmetriche (dettagli) | Svetlana Chorkina                                                                                  | 9.862    | Ling Jie | 9.837    | Yang Yun | 9.787    |
| Trave d'equilibrio (dettagli)     | Liu Xuan                                                                                           | 9.825    | Ekaterina Lobaznjuk                                                                                                   | 9.787    | Elena Produnova                                                                                                   | 9.775    |
| Ginnastica ritmica                | |          | |          | |          |
| Individuale (dettagli)            | Julija Barsukova                                                                                   | 39.632   | Julija Raskina | 39.548   | Alina Kabaeva | 39.466   |
| A squadre (dettagli)              | Russia Irina Belova Elena Čalamova Natalia Lavrova Marija Netesova Vera Šimanskaja Irina Zilber    | 39.500   | Bielorussia Tatyana Ananko Tatyana Belan Anna Glazkova Irina Ilyenkova Maria Lazuk Olga Puževič                       | 39.500   | Grecia Eirini Aindili Evangelia Christodoulou Maria Georgatou Zacharoula Karyami Charikleia Pantazi Anna Pollatou | 39.283   |
| Trampolino elastico               | |          | |          | |          |
| Individuale (dettagli)            | Irina Karavaeva                                                                                    | 38.90    | Oksana Cyhuleva | 37.70    | Karen Cockburn | 37.40    |

## Medagliere
| Pos.   | Paese         | Oro | Argento | Bronzo | Totale |
| ------ | ------------- | --- | ------- | ------ | ------ |
| 1      | Russia        | 9   | 5       | 6      | 20     |
| 2      | Cina          | 3   | 2       | 3      | 8      |
| 3      | Romania       | 3   | 2       | 1      | 6      |
| 4      | Spagna        | 1   | 0       | 0      | 0      |
| 4      | Ungheria      | 1   | 0       | 0      | 0      |
| 4      | Lettonia      | 1   | 0       | 0      | 0      |
| 7      | Ucraina       | 0   | 2       | 1      | 3      |
| 8      | Bielorussia   | 0   | 2       | 0      | 2      |
| 8      | Francia       | 0   | 2       | 0      | 2      |
| 10     | Grecia        | 0   | 1       | 1      | 2      |
| 10     | Corea del Sud | 0   | 1       | 1      | 2      |
| 12     | Australia     | 0   | 1       | 0      | 1      |
| 13     | Bulgaria      | 0   | 0       | 2      | 2      |
| 13     | Canada        | 0   | 0       | 2      | 2      |
| 15     | Polonia       | 0   | 0       | 1      | 1      |
| Totale | Totale        | 18  | 18      | 18     | 54     |